# 大眼矛麗魚
大眼矛麗魚為輻鰭魚綱鱸形目隆頭魚亞目慈鯛科的其中一種，分布於南美洲黑河、Uatumã、Tapajós、Xingu及Trombetas河等流域，體長可達20公分，棲息在河川中底層水域，生活習性不明。

## 擴展閱讀
維基物種上的相關：大眼矛麗魚